# Reesterificació

Un èster carboxilat

La reesterificació (en anglès resterification) és un procés de la química orgànica pel qual s'esterifica un alcohol o àcid carboxílic que s'ha obtingut prèviament per hidròlisi d'un èster. Especialment, es refereix a l'esterificació d'un colesterol o àcid gras durant el metabolisme.
També es coneix com a reesterificació un procés que es pot seguir en la modificació industrial de l'oli d'oliva i altres greixos. L'increment de la reesterificació dels àcids grassos està lligada amb l'obesitat.

## Reesterificació en l'organismes
La reesterificació o síntesi de TAG és un procés que es porta a terme en estadi postprandial (o sia, que té lloc destrés d'un àpat), la finalitat del qual és la formació del TAG per al seu emmagatzemament o transport a altres teixits del cos. Aquest procés es porta a terme en el teixit hepàtic (fetge) adipós (greixos) i intestinal. Depenent del teixit la reesterificació variarà la forma mitjançant la qual compleix la seva funció de TAG.

### Reesterificació en l'intestí
L'intestí realitza reesterificiació a partir de compostos lipídics que provenen de la digestió, quan els àcids grassos penetren en l'eritròcit s'uneixen a una proteïna fixadora d'àcids grassos o proteïna Z. L'enzim tiocinasa activa els àcids grassos i així l'àcid gras es torna més inestable i reactiu.
La síntesi de TAG ocorre en el reticle endoplasmàtic llis.

### Reesterificació en el fetge i el teixit adipós
La reesterificació en aquests teixits s'ha d'iniciar amb el glicerol i àcid gras actiu. En el teixit hepàtic l'activació del glicerol es dona principalment per l'enzim piruvat-cinasa mentre que en el teixit adipós es fa principalment per l'enzim glicerol-3-P deshidrogenasa. Els TAG en el teixit adipós seran emmagatzemats de tal manera que en un moment de dejú puguin ser alliberats per a fornir l'energia necessària per a l'organisme, mentre que en el teixit hepàtic els TAG surten en l'interior de la lipoproteïna VLDL, d'aquesta manera el fetge proporciona TAG a teixits sense la capacitat de reesterificar, permetent que aquests realitzin molts processos amb els TAG produïts.